# شوالیه‌های خودکار و کاغذ ۲
شوالیه‌های خودکار و کاغذ ۲ (انگلیسی: Knights of Pen & Paper 2) یک بازی ویدئویی نقش‌آفرینی است که توسط کی گیمز ساخته و به دست پارادوکس اینتراکتیو منتشر شده‌است. این بازی در ۱۳ مه ۲۰۱۵ برای آی‌اواس و اندروید و در ۲۰ اکتبر ۲۰۱۵ برای ویندوز، مک‌اواس و لینوکس منتشر شد. نسخه‌های پلی‌استیشن ۴ و اکس‌باکس وان نیز در ۳۰ مه ۲۰۱۸ و نسخه نینتندو سوئیچ در ۱۳ دسامبر ۲۰۱۸ منتشر شد. این بازی ادامه‌ای برای بازی شوالیه‌های خودکار و کاغذ است.